# Безумная любовь (телесериал)
«Безумная любовь» (англ. Mad Love) — американский телевизионный сериал в жанре ситуационной комедии, выходивший на CBS в качестве замены в середине сезона 2010—2011 с 14 февраля по 16 мая 2011 года. Всего было показано 13 серий, после чего канал объявил о закрытии сериала. В центре сюжета взаимоотношения влюблённой пары Бена и Кейт, а также их друзей Конни и Ларри.
Сериал получил средние оценки критиков. Его оценка на основе 24 рецензий профессиональных критиков на сайте Metacritic составляет 60 баллов из 100. Первую серию «Безумной любви» посмотрело 8,74 млн зрителей, последнюю — 5,73 млн.

## Сюжет
Действие сериала разворачивается в Нью-Йорке. Кейт и Бен знакомятся на крыше Эмпайр-стейт-билдинг, влюбляются и начинают романтические отношения, которые неизбежно касаются друга Бена, Ларри, и подруги Кейт, Конни. Ларри и Конни не выносят друг друга и весьма цинично относятся к перспективам отношений своих влюблённых друзей, но им приходится проводить время вместе, обычно отдыхая в баре. Со временем они находят, что у них гораздо больше общего, чем думалось сначала, а неприязнь сменяется симпатией.

## В ролях
- Джейсон Биггс — Бен Парр, адвокат
- Сара Чок — Кейт Суонсон
- Джуди Грир — Конни Грабовски, подруга и соседка Кейт
- Тайлер Лэбин — Ларри Манш, друг и сотрудник Бена

## Создание
В сентябре 2009 года создатель сериала Мэтт Тарсес получил согласие канала CBS на съёмки пилотного эпизода. В январе 2010 года пилот был одобрен под названием «Настоящая любовь» (True Love). В феврале был проведён первый кастинг. На роль Кейт была утверждена Минка Келли, Эшли Остин Моррис через несколько дней получила роль кузины и лучшей подруги Кейт, Конни. В марте Джейсон Биггс присоединился к команде сериала в роли Бена. Кроме него в марте роль в сериале получил Хэл Уильмс, который должен был играть работника Эмпайр-стейт-билдинг, от имени которого ведётся повествование и которому принадлежит голос за кадром. Однако эта функция в итоге была возложена на Тайлера Лэбина. Также в марте были утверждены Дэн Фоглер, который должен был сыграть Ларри, лучшего друга Бена, и Сара Райт, которая получила роль Тиффани, женщины, у которой Конни работает няней.
В конце марта в актёрском составе произошли изменения. Фоглера заменил Тайлер Лэбин, который изначально приглашался на роль Ларри, но в первый раз отказался. В начале апреля Лиззи Каплан согласилась заменить Моррис в роли Конни. В июне Сара Чок сменила Келли в качестве исполнительницы роли Кейт. После пилотного эпизода, снятого Пэм Фрайман, канал заказал первый сезон сериала из 13 серий. Однако вскоре после этого Каплан покинула актёрский состав, и на её место была утверждена Джуди Грир.